# سیارک ۱۱۷۹۰
سیارک ۱۱۷۹۰ (به انگلیسی: 11790 Goode، نامگذاری:1978RU) یازده هزار و هفتصد و نودمین سیارک کشف شده‌است که در ۱ سپتامبر ۱۹۷۸ کشف شد.